# Прибичевич, Светозар
Светозар Прибичевич (26 октября 1875, Хрватска-Констайница — 15 июня 1936, Прага) — австро-венгерский и югославский сербский и хорватский политический и общественный деятель, публицист, министр внутренних дел и образования в Королевстве сербов, хорватов и словенцев.

## Биография
Светозар Прибичевич был одним из четырёх сыновей в семье преподавателя права и домохозяйки; происходил из сербской семьи, проживавшей на территории Хорватии, в то время входившей в состав Австро-Венгрии. Среднее образование получил в школах Петрини и Загреба, высшее — в Загребском университете, где изучал математику и физику, а затем некоторое время изучал школьную педагогику в Пакраце и Карловаце. Ещё во время обучения примкнул к студенческому югославянскому движению; в 1897 году выпустил труд «Мисао водиља Срба и Хрвата», в котором высказывал идею, что сербы и хорваты являются одним народом и должны сообща бороться за создание единого независимого Югославского государства. После окончания обучения некоторое время был учителем математики. Совместно со Степаном Радичем в 1900 году основал газету «Glas ujedinjene hrvatske, srpske i slovenačke omladine». С 1902 года редактировал издание Сербской партии независимости «Нови Србобран», а к 1903 году стал одним из лидеров партии. После вхождения в 1905 году партии в состав Сербско-хорватской коалиции стал лидером её сербского крыла, а после отставки Франьо Супило — фактическим руководителем. В период Первой мировой войны придерживался оппортунистической политики, но накануне распада Австро-Венгрии примкнул к Народному вече словенцев, хорватов и сербов, став его вице-председателем.
Первоначально был жёстким и последовательным сторонником унитаризма и централизованной системы управления. В 1919 году стал одним из основателей Демократической партии и вёл борьбу против сторонников федерализации, в первую очередь против Степана Радича и Хорватской республиканской крестьянской партии. С 1919 по 1920 год занимал пост министра внутренних дел, с 1920 по 1922 и с 1924 по 1925 год — министра образования. В 1924 году покинул вместе с группой своих сторонников Демократическую партию, после того как последняя поддержала идею децентрализации страны (в чём Прибичевич видел угрозу интересам сербской буржуазии в тех хорватских регионах, где сербы составляли меньшинство), и основал Независимую демократическую партию, стоявшую на прежних унитаристских позициях. Вошёл в правительство Николы Пашича, но после того как тот в 1925 году заключил соглашение с Радичем, оставил портфель министра и перешёл в оппозицию.
В 1927 году начал постепенно пересматривать свои взгляды и на очередных выборах вступил в союз с Хорватской крестьянской партией Радича, что привело к созданию Крестьянско-демократической коалиции. После военно-монархического переворота в январе 1929 года выступил резким противником режима короля Александра, вследствие чего оказался в тюремном заключении в городе Брус. Из-за плохого состояния здоровья вскоре был переведён в тюремную больницу в Белграде, где провёл более 18 месяцев. Чтобы избежать возвращения в камеру, объявил голодовку и потребовал права на выезд в Чехословакию по состоянию здоровья. Югославское королевское правительство под давлением Франции и Чехословакии в конце концов дало на это согласие, и 23 июля 1931 года Прибичевич эмигрировал в Чехословакию. Там он прожил два года, занимаясь изданием газеты «Будучност», затем три года жил во Франции; скончался вскоре после возвращения в Прагу от рака лёгких. Первоначально был похоронен в Праге, поскольку югославское правительство не дало разрешения на погребение на родине; 21 октября 1968 года его останки были перезахоронены на Новом кладбище в Белграде.
В 1933 году, находясь в эмиграции в Париже, написал на французском языке сочинение «La dictature du roi Alexander», посвящённое критике диктатуры короля Александра и ликвидации им федеративного устройства Югославии, и сочинение «Писму Србима», в котором высказывался о необходимости заключения соглашения между сербами и хорватами, основанного на взаимном признании равенства двух народов в рамках одного государства.